# بوسنی و هرزگوین
بوسنی و هرزگوین (به بوسنیایی (خط لاتین): Bosna i Hercegovina، به صربی (خط سیریلیک): Босна и Херцеговина) کشوری است در جنوب شرقی اروپا که پایتخت آن شهر سارایوو است. این کشور در غرب و شمال غرب با کشور کرواسی، در شرق با کشور صربستان و در جنوب شرقی با کشور مونته‌نگرو همسایه است.
این کشور تا اوایل سال ۱۹۹۲ بخشی از کشور یوگسلاوی سابق بود سرانجام پس از برگزاری همه‌پرسی به استقلال رسید. در کشور بوسنی و هرزگوین سه قوم صرب و کروات و بوسنیایی زندگی می‌کنند.
بوسنی و هرزگوین کاندیدای بالقوه پیوستن به اتحادیه اروپا و همچنین از آوریل ۲۰۱۰ کاندیدای عضویت در ناتو است. علاوه بر این بوسنی و هرزگوین از آوریل ۲۰۰۲ عضو شورای اروپا، عضو سازمان امنیت و همکاری اروپا (OSCE) و نیز عضو ناظر در سازمان همکاری اسلامی است.

## تاریخ

### امپراتوری عثمانی
بوسنی از سال ۱۴۶۳ میلادی زیر سلطه امپراتوری عثمانی قرار گرفت. فتح بوسنی توسط عثمانی دوره جدیدی را در تاریخ این سرزمین رقم زد و تغییرات شدیدی را در چشم‌انداز سیاسی و فرهنگی آن ایجاد کرد. عثمانی بوسنی را با نام تاریخی و تمامیت ارضی خود به عنوان استانی جدایی‌ناپذیر در خود ادغام کرد.
در داخل بوسنی، عثمانی تغییرات کلیدی را در اداره سیاسی-اجتماعی این سرزمین ایجاد نمود. از جمله آن‌ها می‌توان به نظام جدید مالکیت زمین، سازماندهی مجدد واحدهای اداری و سیستم پیچیده تمایز اجتماعی براساس طبقه و وابستگی مذهبی اشاره کرد.
چهار سده حاکمیت عثمانی تأثیر زیادی بر ترکیب جمعیت بوسنی داشت که نتیجه فتوحات امپراتوری، جنگ‌های مکرر با قدرت‌های اروپایی، مهاجرت‌های اجباری و بیماری‌های همه‌گیر بود. این تغییرات باعث ایجاد یک جامعه بومی مسلمان اسلاو زبان و در نهایت به دلیل فقدان سازمان‌های قوی کلیسای مسیحی و رقابت مستمر بین کلیساهای ارتدکس و کاتولیک، به بزرگ‌ترین گروه قومی-مذهبی تبدیل شد، در حالی که کلیسای بومی بوسنی به‌طور کلی از میان رفت.
با گسترش و ادامه حکومت عثمانی در بالکان (روم‌ایلی) بوسنی تا حدودی از فشارهای یک استان مرزی رها شد و دوره ای از رفاه عمومی را تجربه کرد. تعدادی از شهرها مانند سارایوو و موستار تأسیس شدند و به مراکز تجارت و فرهنگ شهری تبدیل شدند و سپس توسط جهانگرد عثمانی، اولیا چلبی در سال ۱۶۴۸ مورد بازدید قرار گرفت. در داخل این شهرها، سلاطین مختلف عثمانی هزینه ساخت بسیاری از آثار معماری بوسنیایی مانند اولین کتابخانه کشور در سارایوو، مدارس، مدرسه فلسفه صوفی، و برج ساعت (ساحت کولا)، پل‌هایی مانند استاری موست، مسجد امپراتور و مسجد غازی خسرو بگ را تأمین کردند.
علاوه بر این، چندین مسلمان بوسنیایی در این دوران نقش مؤثری در تاریخ فرهنگی و سیاسی امپراتوری عثمانی ایفا کردند. سربازان بوسنیایی بخش بزرگی از صفوف عثمانی را در نبردهای نبرد موهاچ و کرباوا فیلد تشکیل می‌دادند، در حالی که تعداد زیادی از بوسنیایی‌ها از طریق ارتش عثمانی به بالاترین مقام‌های قدرت در امپراتوری رسیدند، از جمله دریاسالارانی مانند مطراقچی ژنرال‌هایی مانند عیسی بگ ایشاکوویچ، غازی خسرو بگ، تلی حسن پاشا و ساری سلیمان پاشا. مدیرانی مانند فرهاد پاشا سوکولوویچ و عثمان گراداشچویچ و وزیران بزرگ مانند سوکلو محمد پاشا و داماد ابراهیم پاشا. برخی از بوسنیایی‌ها به عنوان عارفان صوفی ظهور کردند، دانشمندانی مانند محمد هوایی اوسکوفی بوسنوی، علی جابیچ و شاعران به زبان‌های ترکی، آلبانیایی عربی و فارسی.

### جنگ جهانی اول
منطقه بوسنی با جمعیتی از نژاد اسلاو، به عنوان باقیمانده قلمروی اروپایی امپراتوری عثمانی، میدان کشمکش ملی‌گرایان صرب و امپراتوری اتریش-مجارستان بود. جنگ جهانی اول با ترور آرشیدوک فرانتس فردیناند ولیعهد امپراتوری اتریش-مجارستان به دست صربی ملی‌گرا در سارایوو، پایتخت بوسنی و هرزگووین جرقه خورد.

### یوگسلاوی

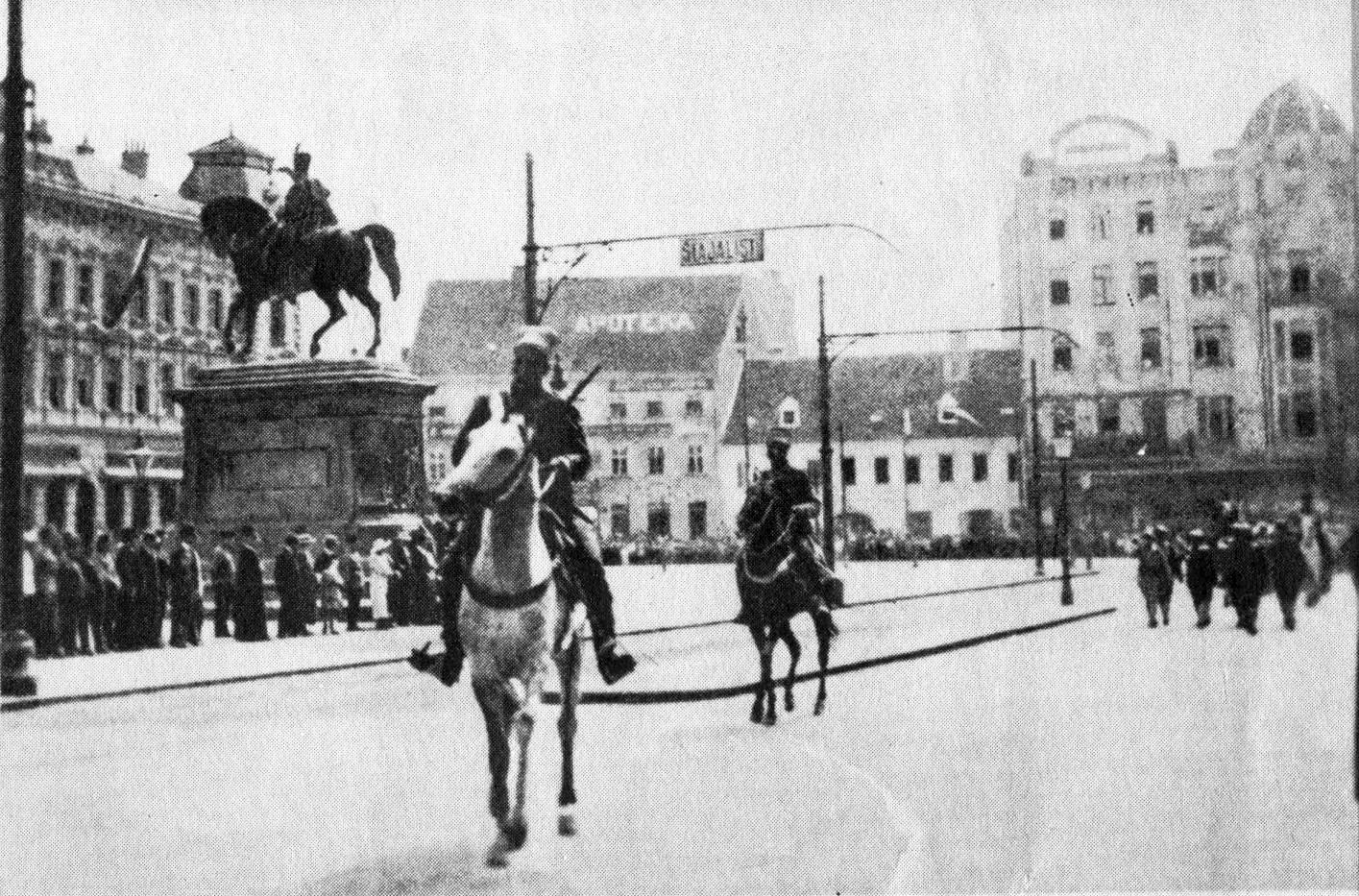
پادشاهی یوگسلاوی

پس از پایان جنگ جهانی اول، پادشاهی یوگسلاوی تشکیل شد که بوسنی و هرزگوین بخشی از آن بود. در جریان دوره دیکتاتوری سلطنتی، حاکمیت غالباً صرب یوگسلاوی با توافق سوتکویچ-ماچک در ۲۶ اوت ۱۹۳۹، با ادعای کروات بودن مسلمانان بوسنیایی، منطقه بوسنی و هرزگوین را بین صرب‌ها و کروات‌ها تقسیم کرد. این اقدام موجب تشدید بحران داخلی درون یوگسلاوی گشت. در این زمان، با توجه به نیاز رایش سوم به مواد اولیه، منابع معدنی آهن و بوکسیت بوسنی و هرزگوین مورد توجه آلمانی‌ها قرار گرفت و آن‌ها را علاقه‌مند به سرمایه‌گذاری در صنایع مرتبط با آن در این منطقه کرد. با افزایش نفوذ سیاسی رایش سوم، اقلیت ۱۵ هزار نفری آلمانی ساکن در بوسنی و هرزگوین شروع به افزایش فعالیت‌های خود کردند که با سرکوب‌گری رژیم یوگسلاوی مواجه گشتند. از جمعیت ۸۲ هزار نفری یهودیان در یوگسلاوی حدود ۱۴۵۰۰ نفر در بوسنی و هرزگوین قرار داشتند. تحت فشار آلمان، دولت یوگسلاوی شروع به سخت‌گیری بر این جمعیت کرد. این یهودی‌ها از سفاردی‌هایی بودند که در اواخر سده پانزدهم از اسپانیا اخراج شده و در سده شانزدهم در این منطقه مستقر گشته بودند. در پی آغاز جنگ جهانی دوم و حمله آلمان به یوگسلاوی در ماه آوریل سال ۱۹۴۱، این کشور در عرض ۱۰ روز به تصرف مهاجمان درآمد. با فروپاشی یوگسلاوی، دولت مستقل کرواسی با پشتیبانی آلمان و ایتالیا، با دربر گرفتن تمامی اراضی بوسنی و هرزگوین، تشکیل گردید. شمار زیادی نیروهای ایتالیایی و آلمانی در بوسنی و هرزگوین مستقر گشتند. آلمانی‌ها در قسمت‌های توسعه‌یافته‌تر این سرزمین قرار گرفتند. خصومت ایتالیا با رژیم اوستاشه در کرواسی که از توسعه‌طلبی ایتالیایی‌ها در منطقه نشات می‌گرفت، سبب تلاش آن برای خارج کردن بوسنی و هرزگوین از تسلط کروات‌ها می‌شد. به هر صورت بوسنی و هرزگوین تا پایان جنگ جهانی دوم تحت سلطه این حاکمیت کروات باقی ماند. سال ۱۹۴۴ با شکست آلمان و خروج نیروهای آن از یوگسلاوی، پارتیزان‌های ملی‌گرای یوسیپ بروز تیتو بر بوسنی و هرزگوین حاکم شدند.
پس از پایان جنگ و ایجاد جمهوری فدرال سوسیالیستی یوگسلاوی، بوسنی و هرزگوین یکی از جمهوری‌های آن بود.

### پس از فروپاشی یوگسلاوی

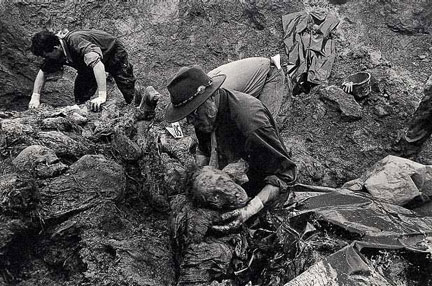
خارج کردن اجساد از زیر خاک، در جنگ بوسنی

با فروپاشی یوگسلاوی، جمهوری بوسنی و هرزگوین نیز پس از همه‌پرسی برای کسب استقلال، در آغاز سال ۱۹۹۲ اعلام موجودیت کرد. این اتفاق، آغازگر جنگ بوسنی شد. در بوسنی سه قومیت بوسنیایی مسلمان و صرب ارتدوکس و کروات کاتولیک سکونت داشتند. همه‌پرسی استقلال، توسط صرب‌های بوسنی تحریم شده بود و با مشارکت ۶۷٪ مردم، ۹۸٪ رأی‌دهندگان به استقلال بوسنی و هرزگوین رأی دادند.
صرب‌های بوسنی، که از جانب صربستان و مونته‌نگروی همسایه حمایت می‌شدند، جمهوری صرب بوسنی را تشکیل دادند و ارتش جمهوری صرب بوسنی به قصد تجزیه کشور بوسنی در طول خطوط قومیتی و پیوند دادن نواحی صرب‌نشین برای تشکیل «صربستان بزرگ»، به تهاجم مسلحانه و نسل‌کشی مسلمانان پرداخت. کروات‌های بوسنی نیز با حمایت کرواسی، جمهوری کروات بوسنی و هرزگوین را تشکیل دادند. قدرت‌های اروپایی هم از وجود کشور مسلمان ناهمگون در اروپای مسیحی ناخشنود بودند و حاضر به کمک نبودند. بوسنیایی‌ها که با ضعف تسلیحاتی در تحریم بودند، به‌شدت تحت فشار جنگ چهار ساله قرار گرفتند. در این میان تنها بعضی کشورهای مسلمان مانند ایران، پاکستان و عربستان کمک‌هایی کردند.
با اعمال نظر انگلستان و ایالات متحده آمریکا در آغاز ۱۹۹۴ (میلادی) در پی موافقت‌نامه واشینگتن، جمهوری کروات بوسنی و هرزگوین و جمهوری بوسنی و هرزگوین با هم ادغام شده و فدراسیون بوسنی و هرزگوین را ایجاد کردند. با این موافقت‌نامه بوسنیایی‌ها و کروات‌ها، تعداد طرف‌های جنگ را در کشور بوسنی و هرزگوین بعد از دو سال، از سه به دو کاهش داد.
سرانجام در اواخر سال ۱۹۹۵ گروه‌های درگیر جنگ، موافقت‌نامهٔ صلح دیتون آمریکا را امضا کردند که جنگ چهار ساله داخلی قومیتی را متوقف کرد. توافق‌نامه پایانی در ۱۴ دسامبر ۱۹۹۵ در پاریس امضا شد.
توافق صلح دیتون مرزهای بین‌المللی بوسنی و هرزگوین را ابقا کرد و دولت مشترکی چند قومیتی و دموکراتیک ایجاد کرد که با در دست داشتن هدایت سیاست خارجی، روابط دیپلماتیک و امور مالی تقویت می‌شد. ترتیبات سیاسی به‌جامانده از توافق صلح دیتون در سال ۱۹۹۵ به درگیری‌ها خاتمه داد. اما این توافقات اختلافات ناشی از ایدئولوژی‌های ملی‌گرایانه‌ای را که جنگ به‌خاطر آن‌ها آغاز شد را التیام نبخشیده است. همچنین این توافق، کنترل قدری کم‌تر از نیمی از کشور و امکان وتوی سیاست‌های ملی در بوسنی هرزگوین را در اختیارشان گذاشت، که این امر جلوی توسعه اقتصاد بوسنی را گرفته و زمینه را برای رواج فساد مالی و اداری فراهم کرده است.
همچنین لایه دومی از حکومت تشکیل شد. از دو بخش کمابیش برابر از لحاظ اندازه، در نظر گرفته شد: فدراسیون بوسنیایی/کروات بوسنی و هرزگوین و جمهوری صربی بوسنی تحت رهبری صرب‌ها (RS). دولت‌های فدراسیون و RS با امکان نظارت بر اکثر فعالیت‌های دولت تقویت شدند. همچنین دفتر نمایندگان بلندپایه (OHR) برای نظارت بر اجرای جنبه‌های مدنی موافقت‌نامه تأسیس شد.
در سال ۱۹۹۵–۱۹۹۶، یک نیروی ۶۰٫۰۰۰ نفری حافظ صلح به رهبری ناتو (IFOR) برای اعمالِ نظارت بر اجرای جنبه‌های نظامی موافقت‌نامه در بوسنی خدمت می‌کردند.
سپس نیروی حافظ صلح ناتو با نیرویی کوچک‌تر ایجاد پایداری به رهبری ناتو (SFOR) جایگزین شد که مأموریت آن جلوگیری از تجدید دشمنی‌ها بود.
در دسامبر ۲۰۰۴ نیروهای حافظ صلح اتحادیه اروپا (EUFOR) جانشین نیروی ایجاد پایداریِ ناتو شد؛ مأموریت آن‌ها حفظ صلح و پایداری در سراسر کشور بود.

## سیاست

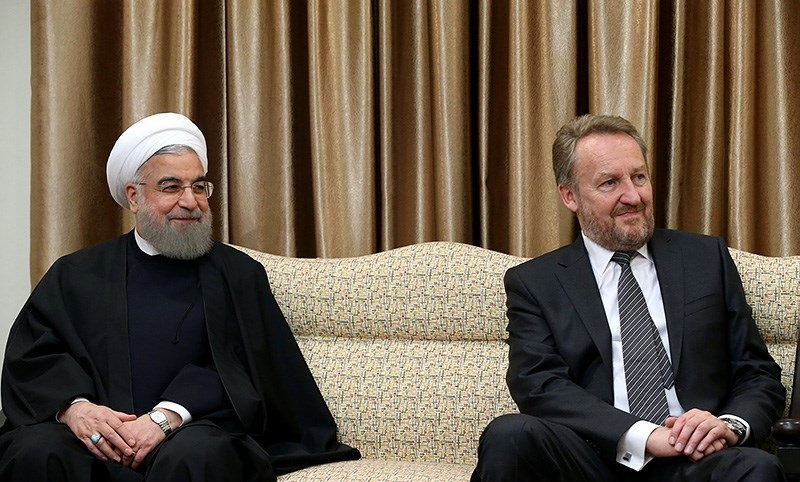
باقر عزت بیگویچ رئیس‌جمهور بوسنی و هرزگوین و حسن روحانی هفتمین رئیس‌جمهور ایران

بوسنی و هرزگوین به لحاظ اداره کشور دارای سامانه منحصربه‌فردی در جهان است. اگرچه به دلیل ساختار تقسیمات کشور در بوسنی و هرزگوین این کشور را نمی‌توان جمهوری دانست، اما اداره آن بر اساس شاخص‌های حکومت جمهوری انجام می‌شود. بوسنی و هرزگوین به دنبال اعلام استقلال برخی از جمهوری‌های یوگسلاوی سابق از جمله اسلوونی، کرواسی و مقدونیه، در تاریخ ۲۹ فوریه و اول مارس ۱۹۹۲ اقدام به برگزاری رفراندوم دربارهٔ استقلال کرد. این رفراندوم که ۲٫۰۷۳٫۵۶۸ نفر معادل ۶۳٫۶ درصد در آن شرکت کردند با اکثریت قاطع ۹۹٫۷ درصد به تصویب رسید. حزب دمکراتیک صربسکا (SDS) رفراندوم را بایکوت و از برگزاری آن در برخی مناطق جلوگیری به عمل آورد. اعلام استقلال بوسنی جنگ داخلی در این کشور را به همراه داشت. با امضای موافقت نامه صلح دیتون، بوسنی و هرزگوین به دو بخش فدراسیون بوسنی و هرزگوین و جمهوری صرب بوسنی (جمهوری صربسکا) تقسیم شد.
«علی عزت بگوویچ»، رئیس «حزب اقدام دمکراتیک»، که طی سال‌های جنگ در این کشور رهبری مسلمانان بوسنی و هرزگوین را بر عهده داشت، به عنوان نخستین رئیس‌جمهور این کشور تا سال ۲۰۰۰ میلادی بر این کشور حکومت کرد. در حال حاضر ریاست جمهوری هر ۸ ماه یک‌بار میان یک بوشنیاک (مسلمان)، یک صرب و یک کروات در گردش است. احزاب عمده این کشور عبارت اند از «حزب اقدام دمکراتیک»، «حزب دمکراتیک صربسکا»، «جامعه دمکراتیک کروات‌ها».

### سیاست و حکومت در بوسنی و هرزگوین
مقوله سیاست و حکومت در بوسنی بسیار امری پیچیده است. ساختاری که پیچیدگی‌ها و درهم تنیدگی‌های فراوان موجب کاهش کارآمدی آن گردیده است و اگرچه همگان به لزوم اصلاحات اساسی در آن اذعان دارند ولی به دلیل ضرورت حصول اجماع قومی به امری دور از انتظار تبدیل شده است. سیاست و حکومت در بوسنی و هرزگوین نامی کتابی است که در راستای معرفی هرچه بیشتر پیچیدگی‌های سیاسی بوسنی و هرزگوین از سوی مرکز مطالعات سیاسی وزارت خارجه ایران به قلم وحید پرست تاش تألیف و منتشر شده است. این کتاب به معرفی پیچیدگی‌های خاص سیاست در کشور بوسنی پرداخته است.

### تقسیمات کشوری
بوسنی و هرزگوین از سه منطقه با نام‌های فدراسیون، جمهوری صرب و منطقه برچکو تشکیل شده است. پایتخت این کشور سارایوو است. فدراسیون بوسنی و هرزگوین از ۱۳ کانتون (استان) تشکیل شده است. مرکز جمهوری صرب بوسنی شهر بانیالوکا است.

## جغرافیا

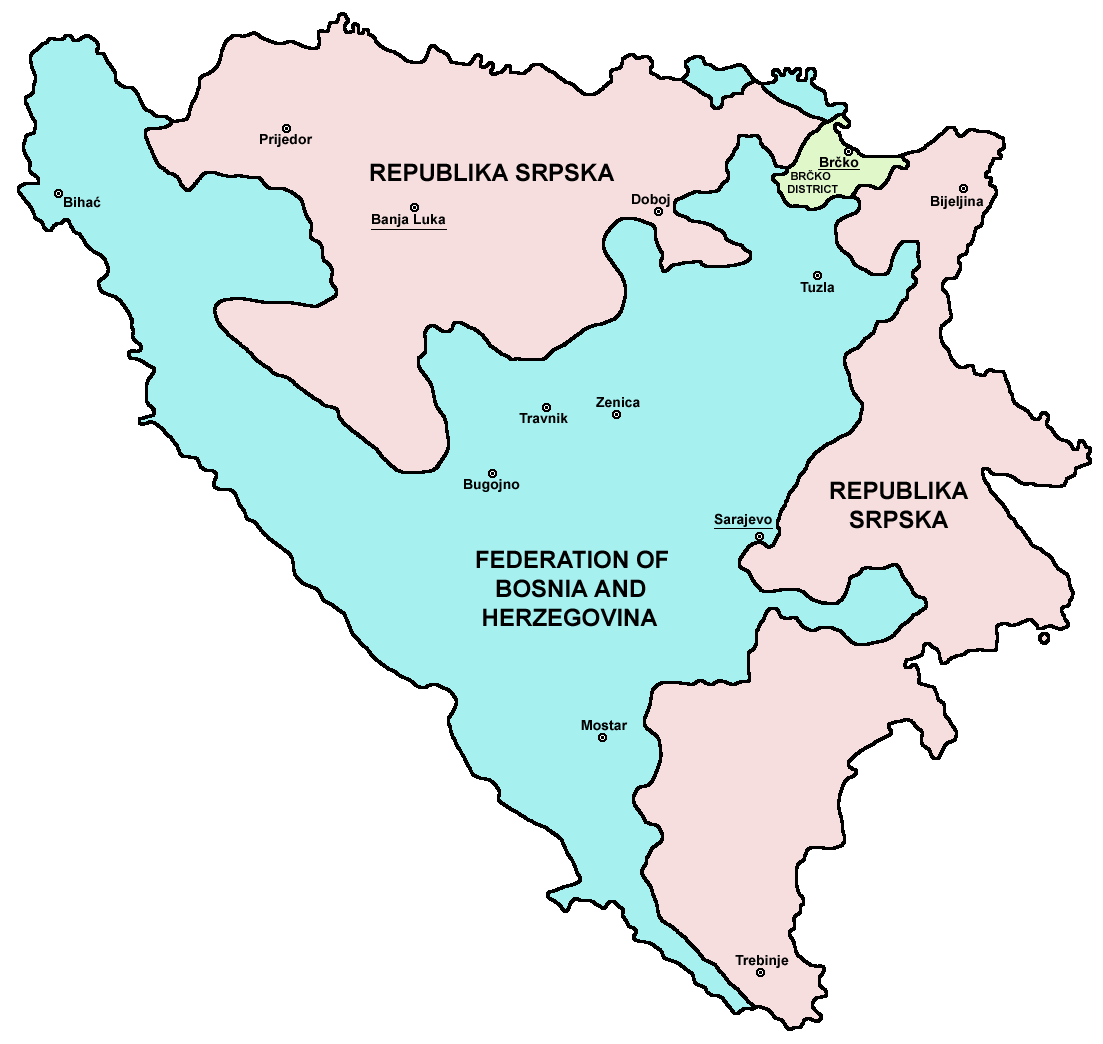

کشور بوسنی و هرزگوین به لحاظ موقعیت جغرافیایی در جنوب شرق اروپا و در شبه جزیره بالکان قرار گرفته است با آب و هوایی معتدل و کوهستانی و سرسبز زیبا؛ که با کشورهای کرواسی، صربستان و مونته‌نگرو مرز مشترک دارد. این کشور از دو ناحیهٔ بوسنی (در شمال) و هرزگوین (در جنوب) تشکیل شده است. مرز آبی این کشور به طول ۲۲ کیلومتر در جنوب تنها راه دسترسی این کشور به آب‌های آزاد دریای مدیترانه است، بندر نئوم در این منطقه واقع شده است.

## اقتصاد
تولید ناخالص داخلی این کشور ۲۹٫۸۹ میلیارد دلار است.
یک میلیون و ۲۶ هزار نفر نیروی کار این کشور را تشکیل می‌دهند و نرخ بیکاری در آن ۴۵٫۵ درصد است. (آمارهای سال ۲۰۰۴ میلادی) یک چهارم جمعیت این کشور زیر خط فقر زندگی می‌کنند و نرخ تورم در آن در سال ۲۰۰۱ میلادی ۲۶٫۲ درصد بود.
صادرات این کشور شامل فلزات، پوشاک و چوب است که به کشورهای کرواسی (۱۹٫۶ درصد)، اسلوونی (۱۶٫۷ درصد)، ایتالیا (۱۵٫۴ درصد)، آلمان (۱۲٫۳ درصد)، اتریش (۸٫۷ درصد) و مجارستان (۵٫۳ درصد) صادر می‌شود.
واردات این کشور شامل ماشین‌آلات و تجهیزات، مواد شیمیایی، سوخت و مواد غذایی است که از کشورهای کرواسی (۲۴ درصد)، آلمان (۱۴٫۵ درصد)، اسلوونی (۱۳٫۲ درصد)، ایتالیا (۱۰ درصد)، اتریش (۵٫۹ درصد) و مجارستان (۵٫۲ درصد) وارد می‌شود.

## مردم
جمعیت این کشور ۳٬۲۸۹٬۰۰۰ نفر، میانگین سنی جمعیت ۳۹ سال و امید به زندگی در بدو تولد برای زنان ۸۲ سال و برای مردان ۷۴ سال است. کمتر از ۰/۱ درصد از مردم آن به بیماری ایدز مبتلا هستند.
تبار مردم این کشور اسلاو است. ۴۸٪ از مردم این کشور بوسنیایی، ۳۷٪ صرب و ۱۴٪ کروات‌اند. مذهبِ مردمِ بوسنی هرزگووین اسلام (سنی) و مسیحیت (ارتدوکس و کاتولیک) است. که از این میان ۵۰درصد از آن‌ها مسلمان، ۲۱ درصد ارتودوکس و ۱۵ درصد کاتولیک‌اند.
زبان‌های محلی رایج در این کشور بوسنیایی، کروواتی و صربی است، اما بوسنیایی زبان اصلی آن‌ها است.
این تصاویر بین ۱۹۳۲ تا ۱۹۳۶ توسط والتر میتل‌هولتسر از اطراف شهر یایتسی بوسنی تهیه شده‌اند:

## شهرهای بزرگ بوسنی
| شهرهای اصلی بوسنی و هرزگوین 2013 census final results | شهرهای اصلی بوسنی و هرزگوین 2013 census final results | شهرهای اصلی بوسنی و هرزگوین 2013 census final results | شهرهای اصلی بوسنی و هرزگوین 2013 census final results | شهرهای اصلی بوسنی و هرزگوین 2013 census final results | شهرهای اصلی بوسنی و هرزگوین 2013 census final results | شهرهای اصلی بوسنی و هرزگوین 2013 census final results | شهرهای اصلی بوسنی و هرزگوین 2013 census final results | شهرهای اصلی بوسنی و هرزگوین 2013 census final results | شهرهای اصلی بوسنی و هرزگوین 2013 census final results |
|                                                       | رتبه                                                  | نام شهر                                               | استان                                                 | جمعیت                                                 | رتبه                                                  | نام شهر                                               | استان                                                 | جمعیت                                                 |                                                       |
| ----------------------------------------------------- | ----------------------------------------------------- | ----------------------------------------------------- | ----------------------------------------------------- | ----------------------------------------------------- | ----------------------------------------------------- | ----------------------------------------------------- | ----------------------------------------------------- | ----------------------------------------------------- | ----------------------------------------------------- |
| سارایوو بانیا لوکا                                    | ۱                                                     | سارایوو                                               | فدراسیون بوسنی و هرزگوین                              | ۲۷۵,۵۲۴                                               | ۱۱                                                    | زوورنیک                                               | جمهوری صرب بوسنی                                      | ۵۸٬۸۵۶                                                | توزلا زنیتسا                                          |
| سارایوو بانیا لوکا                                    | ۲                                                     | بانیا لوکا                                            | جمهوری صرب بوسنی                                      | ۱۸۵,۰۴۲                                               | ۱۲                                                    | ژیوینیتسه                                             | فدراسیون بوسنی و هرزگوین                              | ۵۷٬۷۶۵                                                | توزلا زنیتسا                                          |
| سارایوو بانیا لوکا                                    | ۳                                                     | توزلا                                                 | فدراسیون بوسنی و هرزگوین                              | ۱۱۰,۹۷۹                                               | ۱۳                                                    | بیهاچ                                                 | فدراسیون بوسنی و هرزگوین                              | ۵۶٬۲۶۱                                                | توزلا زنیتسا                                          |
| سارایوو بانیا لوکا                                    | ۴                                                     | زنیتسا                                                | فدراسیون بوسنی و هرزگوین                              | ۱۱۰,۶۶۳                                               | ۱۴                                                    | تراونیک                                               | فدراسیون بوسنی و هرزگوین                              | ۵۳٬۴۸۲                                                | توزلا زنیتسا                                          |
| سارایوو بانیا لوکا                                    | ۵                                                     | بیه‌لینا                                               | جمهوری صرب بوسنی                                      | ۱۰۷٬۷۱۵                                               | ۱۵                                                    | گرادیشکا                                              | جمهوری صرب بوسنی                                      | ۵۱٬۷۲۷                                                | توزلا زنیتسا                                          |
| سارایوو بانیا لوکا                                    | ۶                                                     | موستار                                                | فدراسیون بوسنی و هرزگوین                              | ۱۰۵٬۷۹۷                                               | ۱۶                                                    | گراچانیتسا                                            | فدراسیون بوسنی و هرزگوین                              | ۴۵٬۲۲۰                                                | توزلا زنیتسا                                          |
| سارایوو بانیا لوکا                                    | ۷                                                     | پرییدور                                               | جمهوری صرب بوسنی                                      | ۸۹٬۳۹۷                                                | ۱۷                                                    | لوکاواتس                                              | فدراسیون بوسنی و هرزگوین                              | ۴۴٬۵۲۰                                                | توزلا زنیتسا                                          |
| سارایوو بانیا لوکا                                    | ۸                                                     | برچکو                                                 | بخش برچکو                                             | ۸۳٬۵۱۶                                                | ۱۸                                                    | تشانی                                                 | فدراسیون بوسنی و هرزگوین                              | ۴۳٬۰۶۳                                                | توزلا زنیتسا                                          |
| سارایوو بانیا لوکا                                    | ۹                                                     | دوبوی                                                 | جمهوری صرب بوسنی                                      | ۷۱٬۴۴۱                                                | ۱۹                                                    | سانسکی موست                                           | فدراسیون بوسنی و هرزگوین                              | ۴۱٬۴۷۵                                                | توزلا زنیتسا                                          |
| سارایوو بانیا لوکا                                    | ۱۰                                                    | تسازین                                                | فدراسیون بوسنی و هرزگوین                              | ۶۶٬۱۴۹                                                | ۲۰                                                    | ولیکا کلادوشا                                         | فدراسیون بوسنی و هرزگوین                              | ۴۰٬۴۱۹                                                | توزلا زنیتسا                                          |